# Enzo Milesi
Enzo Angelo Joseph Milesi (ur. 8 marca 2003 w Cluses) – francuski skoczek narciarski, reprezentant klubu SC Nancéen. Medalista mistrzostw kraju.

## Przebieg kariery
W lipcu 2017 zajął 9. lokatę w zawodach FIS Youth Cup w Hinterzarten. Kilkukrotnie startował w OPA Games, najlepszy wynik notując w lutym 2018 w Planicy, gdzie w rywalizacji indywidualnej skoczków urodzonych w 2003 i młodszych był czwarty. We wrześniu 2017 w Kanderstegu zadebiutował w Alpen Cupie, plasując się dwukrotnie w siódmej dziesiątce. Pierwsze punkty tego cyklu zdobył w marcu 2019 w Chaux-Neuve po zajęciu 27. pozycji. W styczniu 2020 wziął udział w Zimowych Igrzyskach Olimpijskich Młodzieży 2020, zajmując 16. miejsce w konkursie indywidualnym. W marcu w Oberwiesenthal wystąpił na Mistrzostwach Świata Juniorów 2020 – indywidualnie był 54., a w drużynie męskiej zajął 7. miejsce.
W grudniu 2020 w Kanderstegu zadebiutował w FIS Cupie, plasując się dwukrotnie na początku czwartej dziesiątki. Pierwsze punkty tego cyklu zdobył w listopadzie 2021 w Falun, gdzie był 20. W styczniu 2022 w Innsbrucku zadebiutował w Pucharze Kontynentalnym, zajmując 39. i 42. lokatę. W marcu wystartował na Mistrzostwach Świata Juniorów 2022 w Zakopanem, gdzie zajął 7. miejsce w konkursie indywidualnym, 8. w drużynie męskiej oraz 5. w mikście. W tym samym miesiącu w Lahti wystartował również na Zimowym Olimpijskim Festiwalu Młodzieży Europy 2022, plasując się na 11. miejscu w zawodach indywidualnych i 7. w drużynowych.
21 stycznia 2023 w Eisenerz zdobył pierwsze w karierze punkty Pucharu Kontynentalnego po zajęciu 22. lokaty. Na Mistrzostwach Świata Juniorów 2023 zajął 15. miejsce indywidualnie i 9. w drużynie mieszanej. Wystąpił na Igrzyskach Europejskich 2023. Indywidualnie zajął 43. pozycję na skoczni normalnej i 42. na dużej, a w drużynie mieszanej był 7. W lipcu 2023 w Courchevel zadebiutował w Letnim Grand Prix, zajmując pozycje w czwartej dziesiątce. W sierpniu 2023 w wyniku upadku podczas zawodów krajowych zerwał więzadło krzyżowe przednie.
Do występów międzynarodowych po kontuzji powrócił w sierpniu 2024. 11 sierpnia w Hinterzarten zajął 4. miejsce w konkursie Letniego Pucharu Kontynentalnego, a 13 sierpnia w Courchevel zdobył pierwsze punkty Letniego Grand Prix, zajmując 28. lokatę. 22 listopada 2024 zadebiutował w Pucharze Świata, zawody drużyn mieszanych w Lillehammer kończąc na 8. pozycji. Dwa dni później na tej samej skoczni w swoim pierwszym starcie w indywidualnym konkursie cyklu zajął 45. miejsce.
Jest medalistą mistrzostw Francji – w 2021 zdobył brązowe medale na skoczni normalnej zarówno w konkursie indywidualnym, jak i drużynowym, w kwietniu 2022 został mistrzem kraju w rywalizacji indywidualnej, a w zmaganiach drużynowych zdobył brązowy medal, a w grudniu 2022 powtórzył ten wynik.

## Mistrzostwa świata

### Indywidualnie
| 2025 Trondheim | – | 35. miejsce (K-94), 43. miejsce (K-124) |

### Drużynowo
| 2025 Trondheim | – | 9. miejsce (drużyna mieszana/K-124) |

### Starty E. Milesiego na mistrzostwach świata – szczegółowo
| Miejsce | Dzień   | Rok  | Miejscowość | Skocznia | Punkt K | HS     | Konkurs      | Skok 1  | Skok 2 | Nota                 | Strata    | Zwycięzca      |
| ------- | ------- | ---- | ----------- | -------- | ------- | ------ | ------------ | ------- | ------ | -------------------- | --------- | -------------- |
| 35.     | 2 marca | 2025 | Trondheim   | Granåsen | K-94    | HS-102 | indywid.     | 95,0 m  | –      | 105,9 pkt            | 159,6 pkt | Marius Lindvik |
| 9.      | 5 marca | 2025 | Trondheim   | Granåsen | K-124   | HS-138 | druż. miesz. | 113,5 m | –      | 283,3 pkt (94,4 pkt) | 737,1 pkt | Norwegia       |
| 43.     | 8 marca | 2025 | Trondheim   | Granåsen | K-124   | HS-138 | indywid.     | 114,5 m | –      | 96,6 pkt             | 205,2 pkt | Domen Prevc    |

## Mistrzostwa świata juniorów

### Indywidualnie
| 2020 Oberwiesenthal | – | 54. miejsce |
| 2022 Zakopane       | – | 7. miejsce  |
| 2023 Whistler       | – | 15. miejsce |

### Drużynowo
| 2020 Oberwiesenthal | – | 7. miejsce                                |
| 2022 Zakopane       | – | 8. miejsce, 5. miejsce (drużyna mieszana) |
| 2023 Whistler       | – | 9. miejsce (drużyna mieszana)             |

### Starty E. Milesiego na mistrzostwach świata juniorów – szczegółowo
| Miejsce | Dzień    | Rok  | Miejscowość    | Skocznia              | Punkt K | HS     | Konkurs      | Skok 1 | Skok 2 | Nota                  | Strata    | Zwycięzca         |
| ------- | -------- | ---- | -------------- | --------------------- | ------- | ------ | ------------ | ------ | ------ | --------------------- | --------- | ----------------- |
| 54.     | 5 marca  | 2020 | Oberwiesenthal | Fichtelbergschanzen   | K-95    | HS-105 | indywid.     | 80,0 m | –      | 63,0 pkt              | 178,3 pkt | Peter Resinger    |
| 7.      | 7 marca  | 2020 | Oberwiesenthal | Fichtelbergschanzen   | K-95    | HS-105 | druż.        | 80,5 m | 76,0 m | 720,9 pkt (132,6 pkt) | 179,4 pkt | Słowenia          |
| 7.      | 3 marca  | 2022 | Zakopane       | Średnia Krokiew       | K-95    | HS-105 | indywid.     | 98,5 m | 98,0 m | 276,1 pkt             | 35,4 pkt  | Daniel Tschofenig |
| 8.      | 5 marca  | 2022 | Zakopane       | Średnia Krokiew       | K-95    | HS-105 | druż.        | 99,0 m | 94,0 m | 817,4 pkt (236,1 pkt) | 221,1 pkt | Austria           |
| 5.      | 6 marca  | 2022 | Zakopane       | Średnia Krokiew       | K-95    | HS-105 | druż. miesz. | 92,5 m | 97,0 m | 759,8 pkt (200,0 pkt) | 124,6 pkt | Austria           |
| 15.     | 2 lutego | 2023 | Whistler       | Whistler Olympic Park | K-95    | HS-104 | indywid.     | 91,0 m | 91,0 m | 225,8 pkt             | 32,1 pkt  | Vilho Palosaari   |
| 9.      | 5 lutego | 2023 | Whistler       | Whistler Olympic Park | K-95    | HS-104 | druż. miesz. | 92,5 m | –      | 373,7 pkt (108,8 pkt) | 546,5 pkt | Słowenia          |

## Igrzyska olimpijskie młodzieży

### Indywidualnie
| 2020 Lozanna/ Prémanon | – | 16. miejsce |

### Starty E. Milesiego na igrzyskach olimpijskich młodzieży – szczegółowo
| Miejsce | Dzień       | Rok  | Miejscowość | Skocznia   | Punkt K | HS    | Konkurs  | Skok 1 | Skok 2 | Nota      | Strata   | Zwycięzca       |
| ------- | ----------- | ---- | ----------- | ---------- | ------- | ----- | -------- | ------ | ------ | --------- | -------- | --------------- |
| 16.     | 19 stycznia | 2020 | Prémanon    | Les Tuffes | K-81    | HS-90 | indywid. | 81,0 m | 82,0 m | 205,7 pkt | 52,0 pkt | Marco Wörgötter |

## Igrzyska europejskie

### Indywidualnie
| 2023 Kraków/Zakopane | – | 43. miejsce (K-95), 42. miejsce (K-125) |

### Drużynowo
| 2023 Kraków/Zakopane | – | 7. miejsce (drużyna mieszana) |

### Starty E. Milesiego na igrzyskach europejskich – szczegółowo
| Miejsce | Dzień      | Rok  | Miejscowość | Skocznia        | Punkt K | HS     | Konkurs      | Skok 1  | Skok 2 | Nota                  | Strata    | Zwycięzca         |
| ------- | ---------- | ---- | ----------- | --------------- | ------- | ------ | ------------ | ------- | ------ | --------------------- | --------- | ----------------- |
| 43.     | 29 czerwca | 2023 | Zakopane    | Średnia Krokiew | K-95    | HS-105 | indywid.     | 87,0 m  | –      | 86,7 pkt              | 183,6 pkt | Daniel Tschofenig |
| 7.      | 29 czerwca | 2023 | Zakopane    | Średnia Krokiew | K-95    | HS-105 | druż. miesz. | 97,5 m  | 93,5 m | 723,2 pkt (200,8 pkt) | 216,1 pkt | Austria           |
| 42.     | 1 lipca    | 2023 | Zakopane    | Wielka Krokiew  | K-125   | HS-140 | indywid.     | 111,5 m | –      | 88,9 pkt              | 190,2 pkt | Dawid Kubacki     |

## Zimowy olimpijski festiwal młodzieży Europy

### Indywidualnie
| 2022 Vuokatti/Lahti | – | 11. miejsce |

### Drużynowo
| 2022 Vuokatti/Lahti | – | 7. miejsce |

### Starty E. Milesiego na zimowym olimpijskim festiwalu młodzieży Europy – szczegółowo
| Miejsce | Dzień    | Rok  | Miejscowość | Skocznia     | Punkt K | HS     | Konkurs  | Skok 1 | Skok 2 | Nota                  | Strata    | Zwycięzca      |
| ------- | -------- | ---- | ----------- | ------------ | ------- | ------ | -------- | ------ | ------ | --------------------- | --------- | -------------- |
| 11.     | 23 marca | 2022 | Lahti       | Salpausselkä | K-95    | HS-100 | indywid. | 90,0 m | 89,5 m | 225,0 pkt             | 25,5 pkt  | Jonas Schuster |
| 7.      | 24 marca | 2022 | Lahti       | Salpausselkä | K-95    | HS-100 | druż.    | 90,0 m | 88,0 m | 819,0 pkt (231,2 pkt) | 101,0 pkt | Austria        |

## Puchar Świata

### Miejsca w poszczególnych konkursach indywidualnychPucharu Świata
stan po zakończeniu sezonu 2024/2025
| Źródło | Źródło            | Źródło     | Źródło     | Źródło      | Źródło      | Źródło                 | Źródło                 | Źródło          | Źródło          | Źródło           | Źródło                       | Źródło          | Źródło              | Źródło         | Źródło           | Źródło           | Źródło          | Źródło          | Źródło            | Źródło            | Źródło        | Źródło        | Źródło     | Źródło          | Źródło          | Źródło      | Źródło        | Źródło        | Źródło | Źródło | Źródło | Źródło | Źródło | Źródło | Źródło | Źródło | Źródło | Źródło | Źródło | Źródło | Źródło | Źródło | Źródło | Źródło | Źródło | Źródło | Źródło | Źródło | Źródło |
| --- | ----------------- | ---------- | ---------- | ----------- | ----------- | ---------------------- | ---------------------- | --------------- | --------------- | ---------------- | ---------------------------- | --------------- | ------------------- | -------------- | ---------------- | ---------------- | --------------- | --------------- | ----------------- | ----------------- | ------------- | ------------- | ---------- | --------------- | --------------- | ----------- | ------------- | ------------- | ------ | ------ | ------ | ------ | ------ | ------ | ------ | ------ | ------ | ------ | ------ | ------ | ------ | ------ | ------ | ------ | ------ | ------ | ------ | ------ | ------ |
| Sezon 2024/2025 |                   |            |            |             |             |                        |                        |                 |                 |                  |                              |                 |                     |                |                  |                  |                 |                 |                   |                   |               |               |            |                 |                 |             |               |               |        |        |        |        |        |        |        |        |        |        |        |        |        |        |        |        |        |        |        |        |        |
| Lillehammer HS140 | Lillehammer HS140 | Ruka HS142 | Ruka HS142 | Wisła HS134 | Wisła HS134 | Titisee-Neustadt HS142 | Titisee-Neustadt HS142 | Engelberg HS140 | Engelberg HS140 | Oberstdorf HS137 | Garmisch-Partenkirchen HS142 | Innsbruck HS128 | Bischofshofen HS142 | Zakopane HS140 | Oberstdorf HS235 | Oberstdorf HS235 | Willingen HS147 | Willingen HS147 | Lake Placid HS128 | Lake Placid HS128 | Sapporo HS137 | Sapporo HS137 | Oslo HS134 | Vikersund HS240 | Vikersund HS240 | Lahti HS130 | Planica HS240 | Planica HS240 | punkty | punkty | punkty | punkty | punkty | punkty | punkty | punkty | punkty | punkty | punkty | punkty | punkty | punkty | punkty | punkty | punkty | punkty | punkty |        |        |
| q | 45                | -          | -          | q           | q           | q                      | q                      | q               | q               | -                | -                            | -               | -                   | -              | q                | q                | 47              | 41              | -                 | -                 | -             | -             | 46         | q               | 46              | 50          | -             | -             | 0      | 0      | 0      | 0      | 0      | 0      | 0      | 0      | 0      | 0      | 0      | 0      | 0      | 0      | 0      | 0      | 0      | 0      | 0      |        |        |
| Legenda |                   |            |            |             |             |                        |                        |                 |                 |                  |                              |                 |                     |                |                  |                  |                 |                 |                   |                   |               |               |            |                 |                 |             |               |               |        |        |        |        |        |        |        |        |        |        |        |        |        |        |        |        |        |        |        |        |        |
| 1 2 3 4-10 11-30 poniżej 30 dq – dyskwalifikacja q – dyskwalifikacja w kwalifikacjach q – zawodnik nie zakwalifikował się - – zawodnik nie wystartował |                   |            |            |             |             |                        |                        |                 |                 |                  |                              |                 |                     |                |                  |                  |                 |                 |                   |                   |               |               |            |                 |                 |             |               |               |        |        |        |        |        |        |        |        |        |        |        |        |        |        |        |        |        |        |        |        |        |

### Miejsca w poszczególnych konkursach drużynowychPucharu Świata
stan po zakończeniu sezonu 2024/2025
| Źródło                                                                          | Źródło          | Źródło          | Źródło                    | Źródło                         | Źródło         | Źródło                  | Źródło                    | Źródło              | Źródło        |
| ------------------------------------------------------------------------------- | --------------- | --------------- | ------------------------- | ------------------------------ | -------------- | ----------------------- | ------------------------- | ------------------- | ------------- |
| Sezon 2024/2025                                                                 | Sezon 2024/2025 | Sezon 2024/2025 | Lillehammer HS140 (mikst) | Titisee-Neustadt HS142 (duety) | Zakopane HS140 | Willingen HS147 (mikst) | Lake Placid HS128 (mikst) | Lahti HS130 (duety) | Planica HS240 |
| Sezon 2024/2025                                                                 | Sezon 2024/2025 | Sezon 2024/2025 | 8                         | -                              | -              | 8                       | -                         | 12                  | -             |
| Legenda                                                                         |                 |                 |                           |                                |                |                         |                           |                     |               |
| 1 2 3 4-8 poniżej 8 (Duety: 1 2 3 4-12 poniżej 12) - – zawodnik nie wystartował |                 |                 |                           |                                |                |                         |                           |                     |               |

### Raw Air

#### Miejsca w klasyfikacji generalnej
| Sezon | Miejsce |
| ----- | ------- |
| 2025  | 50.     |

## Letnie Grand Prix

### Miejsca w klasyfikacji generalnej
| Sezon | Miejsce |
| ----- | ------- |
| 2024  | 49.     |

### Miejsca w poszczególnych konkursach indywidualnychLGP
stan po zakończeniu LGP 2024
| Źródło | Źródło           | Źródło        | Źródło        | Źródło      | Źródło      | Źródło          | Źródło          | Źródło            | Źródło | Źródło | Źródło | Źródło | Źródło | Źródło | Źródło | Źródło | Źródło | Źródło | Źródło | Źródło | Źródło | Źródło | Źródło | Źródło | Źródło | Źródło |
| --- | ---------------- | ------------- | ------------- | ----------- | ----------- | --------------- | --------------- | ----------------- | ------ | ------ | ------ | ------ | ------ | ------ | ------ | ------ | ------ | ------ | ------ | ------ | ------ | ------ | ------ | ------ | ------ | ------ |
| 2023 |                  |               |               |             |             |                 |                 |                   |        |        |        |        |        |        |        |        |        |        |        |        |        |        |        |        |        |        |
| Courchevel HS132 | Courchevel HS132 | Szczyrk HS104 | Szczyrk HS104 | Râșnov HS97 | Râșnov HS97 | Hinzenbach HS90 | Hinzenbach HS90 | Klingenthal HS140 | punkty |        |        |        |        |        |        |        |        |        |        |        |        |        |        |        |        |        |
| 34 | 40               | -             | -             | -           | -           | -               | -               | -                 | 0      |        |        |        |        |        |        |        |        |        |        |        |        |        |        |        |        |        |
| 2024 |                  |               |               |             |             |                 |                 |                   |        |        |        |        |        |        |        |        |        |        |        |        |        |        |        |        |        |        |
| Courchevel HS132 | Courchevel HS132 | Wisła HS134   | Wisła HS134   | Râșnov HS97 | Râșnov HS97 | Hinzenbach HS90 | Hinzenbach HS90 | Klingenthal HS140 | punkty | punkty | punkty | punkty | punkty | punkty | punkty | punkty | punkty |        |        |        |        |        |        |        |        |        |
| 28 | -                | -             | -             | 12          | 21          | -               | -               | -                 | 35     | 35     | 35     | 35     | 35     | 35     | 35     | 35     | 35     |        |        |        |        |        |        |        |        |        |
| Legenda |                  |               |               |             |             |                 |                 |                   |        |        |        |        |        |        |        |        |        |        |        |        |        |        |        |        |        |        |
| 1 2 3 4-10 11-30 poniżej 30 dq – dyskwalifikacja q – dyskwalifikacja w kwalifikacjach q – zawodnik nie zakwalifikował się - – zawodnik nie wystartował |                  |               |               |             |             |                 |                 |                   |        |        |        |        |        |        |        |        |        |        |        |        |        |        |        |        |        |        |

## Puchar Kontynentalny

### Miejsca w klasyfikacji generalnej
| Sezon     | Miejsce |
| --------- | ------- |
| 2022/2023 | 77.     |
| 2024/2025 | 67.     |

### Miejsca w poszczególnych konkursachPucharu Kontynentalnego
stan po zakończeniu sezonu 2024/2025
| Sezon 2021/2022                                                               |                   |                 |                 |                 |                 |                     |                     |                  |                  |                 |                   |                     |                     |                     |                     |                     |                     |                     |                     |                     |                |                |                |                |                |        |        |        |        |        |        |        |        |        |        |        |        |        |        |        |        |        |        |        |        |        |        |        |        |        |        |        |        |        |        |        |        |        |        |        |        |        |        |        |
| Zhangjiakou HS140                                                             | Zhangjiakou HS140 | Vikersund HS117 | Vikersund HS117 | Ruka HS142      | Ruka HS142      | Engelberg HS140     | Engelberg HS140     | Oberstdorf HS137 | Oberstdorf HS137 | Innsbruck HS128 | Innsbruck HS128   | Iron Mountain HS133 | Iron Mountain HS133 | Iron Mountain HS133 | Brotterode HS117    | Brotterode HS117    | Rena HS139          | Rena HS139          | Planica HS138       | Planica HS138       | Lahti HS130    | Lahti HS130    | Zakopane HS140 | Zakopane HS140 | Zakopane HS140 | punkty |        |        |        |        |        |        |        |        |        |        |        |        |        |        |        |        |        |        |        |        |        |        |        |        |        |        |        |        |        |        |        |        |        |        |        |        |        |        |
| -                                                                             | -                 | -               | -               | -               | -               | -                   | -                   | -                | -                | 39              | 42                | -                   | -                   | -                   | -                   | -                   | -                   | -                   | -                   | -                   | -              | -              | 55             | 48             | 40             | 0      |        |        |        |        |        |        |        |        |        |        |        |        |        |        |        |        |        |        |        |        |        |        |        |        |        |        |        |        |        |        |        |        |        |        |        |        |        |        |
| Sezon 2022/2023                                                               |                   |                 |                 |                 |                 |                     |                     |                  |                  |                 |                   |                     |                     |                     |                     |                     |                     |                     |                     |                     |                |                |                |                |                |        |        |        |        |        |        |        |        |        |        |        |        |        |        |        |        |        |        |        |        |        |        |        |        |        |        |        |        |        |        |        |        |        |        |        |        |        |        |        |
| Vikersund HS117                                                               | Vikersund HS117   | Ruka HS142      | Ruka HS142      | Engelberg HS140 | Engelberg HS140 | Planica HS138       | Planica HS138       | Sapporo HS137    | Sapporo HS137    | Sapporo HS137   | Eisenerz HS109    | Eisenerz HS109      | Klingenthal HS140   | Klingenthal HS140   | Rena HS139          | Rena HS139          | Iron Mountain HS133 | Iron Mountain HS133 | Iron Mountain HS133 | Iron Mountain HS133 | Zakopane HS140 | Zakopane HS140 | Lahti HS130    | Lahti HS130    | punkty         | punkty | punkty | punkty | punkty | punkty | punkty | punkty | punkty | punkty | punkty | punkty | punkty | punkty | punkty | punkty | punkty | punkty | punkty | punkty | punkty | punkty | punkty | punkty | punkty | punkty | punkty | punkty | punkty | punkty | punkty | punkty | punkty | punkty | punkty | punkty | punkty | punkty | punkty | punkty |
| -                                                                             | 41                | -               | -               | 42              | 42              | 36                  | 42                  | -                | -                | -               | 22                | 32                  | -                   | -                   | 25                  | 26                  | 34                  | 30                  | 35                  | 29                  | 43             | -              | 38             | 33             | 23             | 23     | 23     | 23     | 23     | 23     | 23     | 23     | 23     | 23     | 23     | 23     | 23     | 23     | 23     | 23     | 23     | 23     | 23     | 23     | 23     | 23     | 23     | 23     | 23     | 23     | 23     | 23     | 23     | 23     | 23     | 23     | 23     | 23     | 23     | 23     | 23     | 23     | 23     | 23     |
| Sezon 2024/2025                                                               |                   |                 |                 |                 |                 |                     |                     |                  |                  |                 |                   |                     |                     |                     |                     |                     |                     |                     |                     |                     |                |                |                |                |                |        |        |        |        |        |        |        |        |        |        |        |        |        |        |        |        |        |        |        |        |        |        |        |        |        |        |        |        |        |        |        |        |        |        |        |        |        |        |        |
| Zhangjiakou HS106                                                             | Zhangjiakou HS106 | Ruka HS142      | Ruka HS142      | Engelberg HS140 | Engelberg HS140 | Bischofshofen HS142 | Bischofshofen HS142 | Sapporo HS137    | Sapporo HS137    | Sapporo HS137   | Lillehammer HS140 | Lillehammer HS140   | Kranj HS109         | Kranj HS109         | Iron Mountain HS133 | Iron Mountain HS133 | Iron Mountain HS133 | Iron Mountain HS133 | Lahti HS130         | Lahti HS130         | Zakopane HS140 | Zakopane HS140 | punkty         | punkty         | punkty         | punkty | punkty | punkty | punkty | punkty | punkty | punkty | punkty | punkty | punkty | punkty | punkty | punkty | punkty | punkty | punkty | punkty | punkty | punkty | punkty | punkty | punkty | punkty | punkty | punkty | punkty | punkty | punkty | punkty | punkty | punkty | punkty | punkty | punkty | punkty | punkty | punkty |        |        |
| -                                                                             | -                 | -               | -               | dq              | 37              | 26                  | 27                  | -                | -                | -               | -                 | -                   | 23                  | 21                  | -                   | -                   | -                   | -                   | -                   | -                   | -              | -              | 27             | 27             | 27             | 27     | 27     | 27     | 27     | 27     | 27     | 27     | 27     | 27     | 27     | 27     | 27     | 27     | 27     | 27     | 27     | 27     | 27     | 27     | 27     | 27     | 27     | 27     | 27     | 27     | 27     | 27     | 27     | 27     | 27     | 27     | 27     | 27     | 27     | 27     | 27     | 27     |        |        |
| Legenda                                                                       |                   |                 |                 |                 |                 |                     |                     |                  |                  |                 |                   |                     |                     |                     |                     |                     |                     |                     |                     |                     |                |                |                |                |                |        |        |        |        |        |        |        |        |        |        |        |        |        |        |        |        |        |        |        |        |        |        |        |        |        |        |        |        |        |        |        |        |        |        |        |        |        |        |        |
| 1 2 3 4-10 11-30 poniżej 30 dq – dyskwalifikacja - – zawodnik nie wystartował |                   |                 |                 |                 |                 |                     |                     |                  |                  |                 |                   |                     |                     |                     |                     |                     |                     |                     |                     |                     |                |                |                |                |                |        |        |        |        |        |        |        |        |        |        |        |        |        |        |        |        |        |        |        |        |        |        |        |        |        |        |        |        |        |        |        |        |        |        |        |        |        |        |        |

## Letni Puchar Kontynentalny

### Miejsca w klasyfikacji generalnej
| Sezon | Miejsce |
| ----- | ------- |
| 2024  | 29.     |

### Miejsca w poszczególnych konkursachLetniego Pucharu Kontynentalnego
stan po zakończeniu LPK 2024
| Źródło                                                                        | Źródło             | Źródło          | Źródło          | Źródło            | Źródło            | Źródło            | Źródło            | Źródło            | Źródło | Źródło | Źródło | Źródło | Źródło | Źródło | Źródło | Źródło | Źródło | Źródło | Źródło | Źródło | Źródło | Źródło | Źródło | Źródło | Źródło | Źródło |
| ----------------------------------------------------------------------------- | ------------------ | --------------- | --------------- | ----------------- | ----------------- | ----------------- | ----------------- | ----------------- | ------ | ------ | ------ | ------ | ------ | ------ | ------ | ------ | ------ | ------ | ------ | ------ | ------ | ------ | ------ | ------ | ------ | ------ |
| 2022                                                                          |                    |                 |                 |                   |                   |                   |                   |                   |        |        |        |        |        |        |        |        |        |        |        |        |        |        |        |        |        |        |
| Lillehammer HS140                                                             | Lillehammer HS140  | Stams HS115     | Stams HS115     | Klingenthal HS140 | Klingenthal HS140 | Lake Placid HS100 | Lake Placid HS128 | Lake Placid HS128 | punkty |        |        |        |        |        |        |        |        |        |        |        |        |        |        |        |        |        |
| 45                                                                            | 51                 | -               | -               | -                 | -                 | -                 | -                 | -                 | 0      |        |        |        |        |        |        |        |        |        |        |        |        |        |        |        |        |        |
| 2024                                                                          |                    |                 |                 |                   |                   |                   |                   |                   |        |        |        |        |        |        |        |        |        |        |        |        |        |        |        |        |        |        |
| Hinterzarten HS109                                                            | Hinterzarten HS109 | Trondheim HS138 | Trondheim HS138 | Stams HS115       | Stams HS115       | Klingenthal HS140 | Klingenthal HS140 | punkty            | punkty | punkty | punkty | punkty | punkty | punkty | punkty | punkty |        |        |        |        |        |        |        |        |        |        |
| 16                                                                            | 4                  | 32              | -               | -                 | -                 | -                 | -                 | 65                | 65     | 65     | 65     | 65     | 65     | 65     | 65     | 65     |        |        |        |        |        |        |        |        |        |        |
| Legenda                                                                       |                    |                 |                 |                   |                   |                   |                   |                   |        |        |        |        |        |        |        |        |        |        |        |        |        |        |        |        |        |        |
| 1 2 3 4-10 11-30 poniżej 30 dq – dyskwalifikacja - − zawodnik nie wystartował |                    |                 |                 |                   |                   |                   |                   |                   |        |        |        |        |        |        |        |        |        |        |        |        |        |        |        |        |        |        |

## FIS Cup

### Miejsca w klasyfikacji generalnej
| Sezon     | Miejsce |
| --------- | ------- |
| 2021/2022 | 98.     |
| 2022/2023 | 72.     |

### Miejsca w poszczególnych konkursachFIS Cupu
stan po zakończeniu sezonu 2024/2025
| Źródło                                                                        | Źródło         | Źródło           | Źródło           | Źródło           | Źródło           | Źródło        | Źródło        | Źródło       | Źródło       | Źródło        | Źródło        | Źródło        | Źródło        | Źródło           | Źródło           | Źródło        | Źródło        | Źródło         | Źródło         | Źródło       | Źródło        | Źródło        | Źródło | Źródło | Źródło | Źródło | Źródło | Źródło | Źródło | Źródło | Źródło | Źródło | Źródło | Źródło | Źródło | Źródło | Źródło | Źródło | Źródło |
| ----------------------------------------------------------------------------- | -------------- | ---------------- | ---------------- | ---------------- | ---------------- | ------------- | ------------- | ------------ | ------------ | ------------- | ------------- | ------------- | ------------- | ---------------- | ---------------- | ------------- | ------------- | -------------- | -------------- | ------------ | ------------- | ------------- | ------ | ------ | ------ | ------ | ------ | ------ | ------ | ------ | ------ | ------ | ------ | ------ | ------ | ------ | ------ | ------ | ------ |
| Sezon 2020/2021                                                               |                |                  |                  |                  |                  |               |               |              |              |               |               |               |               |                  |                  |               |               |                |                |              |               |               |        |        |        |        |        |        |        |        |        |        |        |        |        |        |        |        |        |
| Râșnov HS97                                                                   | Râșnov HS97    | Kandersteg HS106 | Kandersteg HS106 | Zakopane HS140   | Zakopane HS140   | Szczyrk HS104 | Szczyrk HS104 | Lahti HS100  | Lahti HS100  | Villach HS98  | Villach HS98  | Oberhof HS100 | Oberhof HS100 | punkty           | punkty           | punkty        | punkty        | punkty         | punkty         | punkty       | punkty        | punkty        | punkty | punkty | punkty | punkty | punkty | punkty | punkty | punkty | punkty | punkty |        |        |        |        |        |        |        |
| -                                                                             | -              | 35               | 33               | -                | -                | -             | -             | -            | -            | -             | -             | 56            | dq            | 0                | 0                | 0             | 0             | 0              | 0              | 0            | 0             | 0             | 0      | 0      | 0      | 0      | 0      | 0      | 0      | 0      | 0      | 0      |        |        |        |        |        |        |        |
| Sezon 2021/2022                                                               |                |                  |                  |                  |                  |               |               |              |              |               |               |               |               |                  |                  |               |               |                |                |              |               |               |        |        |        |        |        |        |        |        |        |        |        |        |        |        |        |        |        |
| Otepää HS97                                                                   | Otepää HS97    | Kuopio HS100     | Kuopio HS127     | Einsiedeln HS117 | Einsiedeln HS117 | Ljubno HS94   | Ljubno HS94   | Villach HS98 | Villach HS98 | Lahti HS100   | Lahti HS100   | Falun HS100   | Falun HS100   | Kandersteg HS106 | Kandersteg HS106 | Notodden HS98 | Notodden HS98 | Zakopane HS105 | Villach HS98   | Villach HS98 | Oberhof HS100 | Oberhof HS100 | punkty |        |        |        |        |        |        |        |        |        |        |        |        |        |        |        |        |
| -                                                                             | -              | -                | -                | 35               | 38               | -             | -             | -            | -            | -             | -             | 34            | 20            | 22               | 24               | -             | -             | -              | -              | -            | -             | -             | 27     |        |        |        |        |        |        |        |        |        |        |        |        |        |        |        |        |
| Sezon 2022/2023                                                               |                |                  |                  |                  |                  |               |               |              |              |               |               |               |               |                  |                  |               |               |                |                |              |               |               |        |        |        |        |        |        |        |        |        |        |        |        |        |        |        |        |        |
| Frenštát HS106                                                                | Frenštát HS106 | Szczyrk HS104    | Szczyrk HS104    | Einsiedeln HS117 | Einsiedeln HS117 | Kranj HS109   | Kranj HS109   | Villach HS98 | Villach HS98 | Notodden HS98 | Notodden HS98 | Szczyrk HS104 | Szczyrk HS104 | Villach HS98     | Villach HS98     | Oberhof HS100 | Oberhof HS100 | Zakopane HS140 | Zakopane HS140 | punkty       | punkty        | punkty        | punkty | punkty | punkty | punkty | punkty | punkty | punkty | punkty | punkty | punkty | punkty | punkty | punkty | punkty | punkty | punkty |        |
| -                                                                             | -              | -                | -                | 34               | 34               | -             | -             | -            | -            | -             | -             | -             | -             | -                | -                | -             | -             | 8              | 19             | 44           | 44            | 44            | 44     | 44     | 44     | 44     | 44     | 44     | 44     | 44     | 44     | 44     | 44     | 44     | 44     | 44     | 44     | 44     |        |
| Legenda                                                                       |                |                  |                  |                  |                  |               |               |              |              |               |               |               |               |                  |                  |               |               |                |                |              |               |               |        |        |        |        |        |        |        |        |        |        |        |        |        |        |        |        |        |
| 1 2 3 4-10 11-30 poniżej 30 dq – dyskwalifikacja - − zawodnik nie wystartował |                |                  |                  |                  |                  |               |               |              |              |               |               |               |               |                  |                  |               |               |                |                |              |               |               |        |        |        |        |        |        |        |        |        |        |        |        |        |        |        |        |        |